# Chapelle de Bar-sur-Aube
Pour les articles homonymes, voir Chapelle des Templiers.
 (mars 2017).
La chapelle de Bar-sur-Aube est un ancien édifice catholique située à Bar-sur-Aube, en France.

## Description
Elle fait 10,3 m par 7,7 m et a sur rue une fenêtre du XIIe et l'autre du XIIIe siècle et fut érigé par un don du comte Henri II. Elle a deux travées voûtées et avait un cimetière attenant où furent enterrés les morts de la peste de 1636.

## Localisation
La chapelle est située sur la commune de Bar-sur-Aube, dans le département français de l'Aube.

## Historique
Le chapitre de la Commanderie de Thors possédait une résidence en la ville de Bar ; Henri le Libéral affranchissait, en 1178 cette demeure de toute redevance. Elle passe ensuite comme possession des Hospitaliers.
Ogier, prieur de Saint-Gilles faisait don du village de Courcelles et de la vigne de Roivos pour la maison de la ville.